# 11/22/63
《11/22/63》是史蒂芬·金於2011年所著的奇幻小說，書名來自甘迺迪被刺殺的日期，贏得了洛杉磯時報圖書獎年度最佳懸疑驚悚小說及獨立報年度最佳好書 。
撰寫這部小說需要進行大量的研究，才有辦法精確地描述1950年代後半與1960年代前半的美國。關於寫作所需的研究，史蒂芬·金說：「我從來沒寫過像這樣的東西。剛開始時真的蠻奇怪的，像是在駕馭一雙新鞋。」
2016年，Hulu電視台將其改編成電視影集《11.22.63》，由J·J·艾布斯執導、占士·法蘭高主演。

## 故事簡介
傑克·艾平原本只是一個平凡的英文老師，有一天突然被漢堡包店的老闆艾爾·坦波頓要求回到過去，拯救被暗殺的總統甘迺迪，繼而改寫越戰的歷史。傑克被艾爾說服願意回到過去，但同時他要求改寫另一個人的歷史，這個人是他成人寫作品的學生哈利·鄧寧，因年幼時目睹父親行兇而變成智障（這個學生成長的地方正是另一故事《牠》的地方）。傑克在過去生活了五年，犧牲了最愛的女人，千辛萬苦終於阻止甘迺迪被暗殺，只可惜回到2011年，傑克原本生活的時間，卻發現世界因為歷史被改變而崩壞。傑克最後一次回到過去，修正了被改寫的歷史，只以最些微的影響力挽救最深愛的女人的性命。

## 角色

### 真實人物
李·哈維·奧斯華曾流亡蘇聯，故事中與妻兒先後居住在德州達拉斯-沃斯堡地區中的貧窮社區中。相當外顯的共產主義支持者，在故事中被塑造為一個想要有一番作為的壞脾氣邊緣人。在另一個時間線，奧斯華刺殺甘迺迪的計劃為傑克與莎蒂所阻止，在德州教科書倉庫大樓被外面的子彈擊斃。
瑪琳娜·尼古拉耶夫娜·普魯沙科娃蘇聯移民，奧斯華的妻子。瑪琳娜在故事中被塑造成丈夫身心家暴的受害者。
喬治·德·莫倫席特蘇聯流亡人士，奧斯華的朋友，用浮誇的政治語言煽動奧斯華成為刺客。然而傑克後來發現德·莫倫席特對政治並不感興趣，只是覺得奧斯華很有趣。傑克佯裝成一名政府探員，威脅德·莫倫席特不能再與奧斯華往來。
詹姆斯·P·何斯提在甘迺迪暗殺未遂後負責審訊傑克的FBI探員。最後何斯提為了不讓自己調查奧斯華上的失敗被發現，允許傑克離開達拉斯。

## 與史蒂芬·金其它作品關聯
- 傑克·艾平回到新版的2011年後，看到了豐田氣魄（Takuro Spirit，Takuro應為拓郎）車。該車也出現在《黑塔》系列楔石世界中，在《黑塔》中被誤譯為黑田精靈。

- 德里鎮是《牠》、《失眠》、《一袋白骨》等作品的舞台。同時《牠》中的許多角色也在本書出現。